# لیدا بارووا
لیدا بارووا (انگلیسی: Lída Baarová؛ ‏ ۷ سپتامبر ۱۹۱۴ – ۲۷ اکتبر ۲۰۰۰) بازیگر اهل جمهوری چک بود.
در سال ۱۹۳۴، بارووا پس از برنده شدن در مسابقه‌ای در استودیوهای اونیورزوم فیلم برای نقشی در فیلم بارکارول، پراگ را به مقصد برلین ترک کرد. او در همان سال با آدولف هیتلر ملاقات کرد و هیتلر به او گفت: «شما شبیه کسی هستی که نقش مهمی در زندگی من داشته، نقشی بسیار مهم». هیتلر در این گفتگو به خواهرزاده‌اش، گلی راوبال اشاره می‌کرد.
لیدا معشوقهٔ یوزف گوبلز (وزیر تبلیغات هیتلر) بود. او در سال ۱۹۹۷ میلادی اظهار داشت: «شکی نیست که گوبلز شخصیت جالبی داشت. او مردی باهوش و دلربا و یک راوی و داستان‌سرای بسیار خوب بود. می‌شد ضمانت کرد که تنها با گفتن لطیفه و قصه‌هایش، می توانست یک مجلس مهمانی را سرزنده و گرم نگه دارد.»
لیدا بارووا در سن ۸۶ سالگی در اثر ابتلا به بیماری پارکینسون درگذشت.